# Red Perkins
Frank Shelton "Red" Perkins (Muchakinock, 26 december 1890 of 1896 – Minneapolis, 27 september 1976) was een Amerikaanse trompettist en bigband-leider. Hij leidde een van de oudste territory-bands van Omaha, the Dixie Ramblers, die voortkwam uit de in 1925 door Perkins begonnen the Cowboy Ramblers. Vanaf 1932 werkte hij onder meer samen met harmonicaspeler O. P. Alexander en later dat decennium met Percy Walker. Vanaf 1934 maakte hij ook plaat-opnames, waaronder voor RCA Victor. Perkins' band speelde zo'n twintig jaar in hotels, ballrooms en theaters. Na zijn carrière als muzikant was hij actief als professioneel fotograaf